# Montgaillard-en-Albret
 Montgaillard-en-Albret  es una población y comuna francesa, en la región de Aquitania, departamento de Lot y Garona, en el distrito de Nérac y cantón de Lavardac.

## Historia
La comuna se denominó Mongaillard hasta el 31 de diciembre de 2021.

## Demografía
| 219 | 212 | 209 | 184 | 166 | 171 |
| Para los censos de 1962 a 1999 la población legal corresponde a la población sin duplicidades (Fuente: INSEE [Consultar]) |     |     |     |     |     |